# خط ممنوع سرنوشت
خط ممنوع سرنوشت (به هندی: Lakeer – Forbidden Lines) یا خط قرمز فیلمی است محصول سال ۲۰۰۴ و به کارگردانی احمد خان است. در این فیلم بازیگرانی همچون سانی دئول، سونیل شتی، جان آبراهام، سهیل خان، نائوهد سیروسی، آپوروا آگنیهوتری، وراجش هیجری، راجندرانات زوتشی ایفای نقش کرده‌اند.